# Комунальне підприємство «Притулок для тварин» (Київ)
«Притулок для тварин» — комунальне підприємство, створене шляхом реорганізації комунального підприємства Київський міський Центр «Тварини в місті».
Створене для здійснення контролю за дотриманням Правил утримання тварин, регулювання кількості безпритульних тварин, створення сприятливих умов для співіснування людей та тварин, безпеки громадян та недопущення епізоотій у м. Києві.
Підлягає реформуванню та перейменуванню, згідно з заявою Київського міського голови Віталія Кличка у 2014—2018 рр.

## Основні напрямки діяльності
- контроль за дотриманням Правил утримання тварин;
- регулювання кількості безпритульних тварин шляхом їх вилову, стерилізації, кастрації та утримання в притулках;
- виїзд на випадки, пов’язані з покусами людей тваринами та з загрозою здоров’ю та життю людей;
- щеплення та стерилізація котів та собак;
- приймання від населення котів та собак у притулок для тварин;
- пошук нових власників для тварин з притулку;
- приймання до готелю на тимчасове утримання собак і котів;
- невиліковно хворим тваринам за бажанням власників проводиться евтаназія;
- кваліфіковані ветеринарні лікарі проводять стерилізацію тварин за бажанням власників.

## Заплановане припинення діяльності
У 2017 р. Київський міський голова Віталій Кличко наголосив на необхідності завершити процедуру реорганізації комунальних підприємств «Притулок для тварин» та «Центр ідентифікації тварин» шляхом приєднання до КП «Київська міська лікарня ветеринарної медицини» та провести конкурс на заміщення посади директора об’єднаного комунального підприємства. 
У 2018 р. народний депутат України Дмитро Білоцерковець оголосив, що КМДА провела реорганізацію трьох комунальних підприємств, які займалися питаннями тварин, пройшла тривалі юридичні процедури. За рахунок скорочення штату і зекономлених коштів Київ надав допомогу трьом найбільшим громадським притулкам. 

## Фото галерея

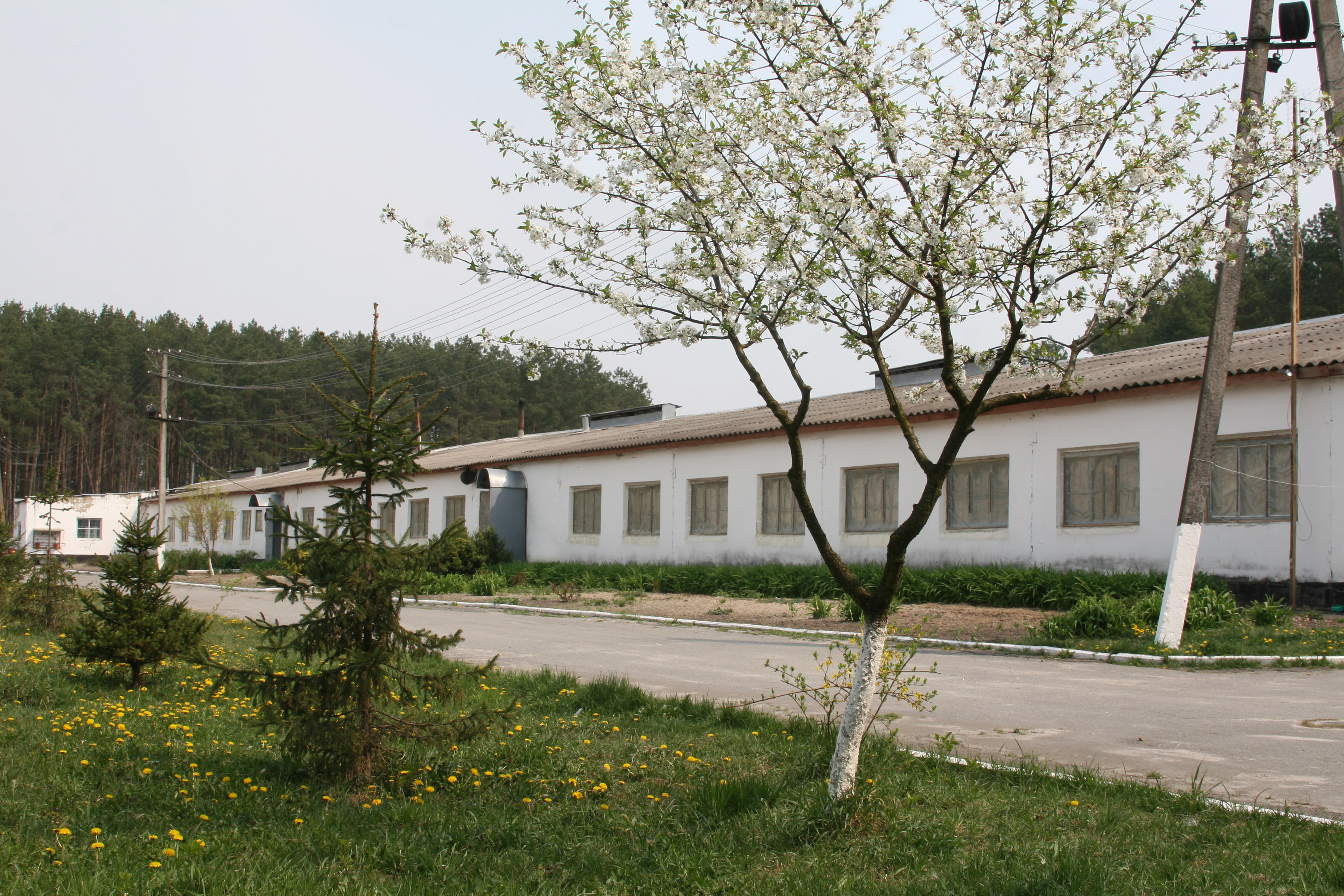
Територія притулку
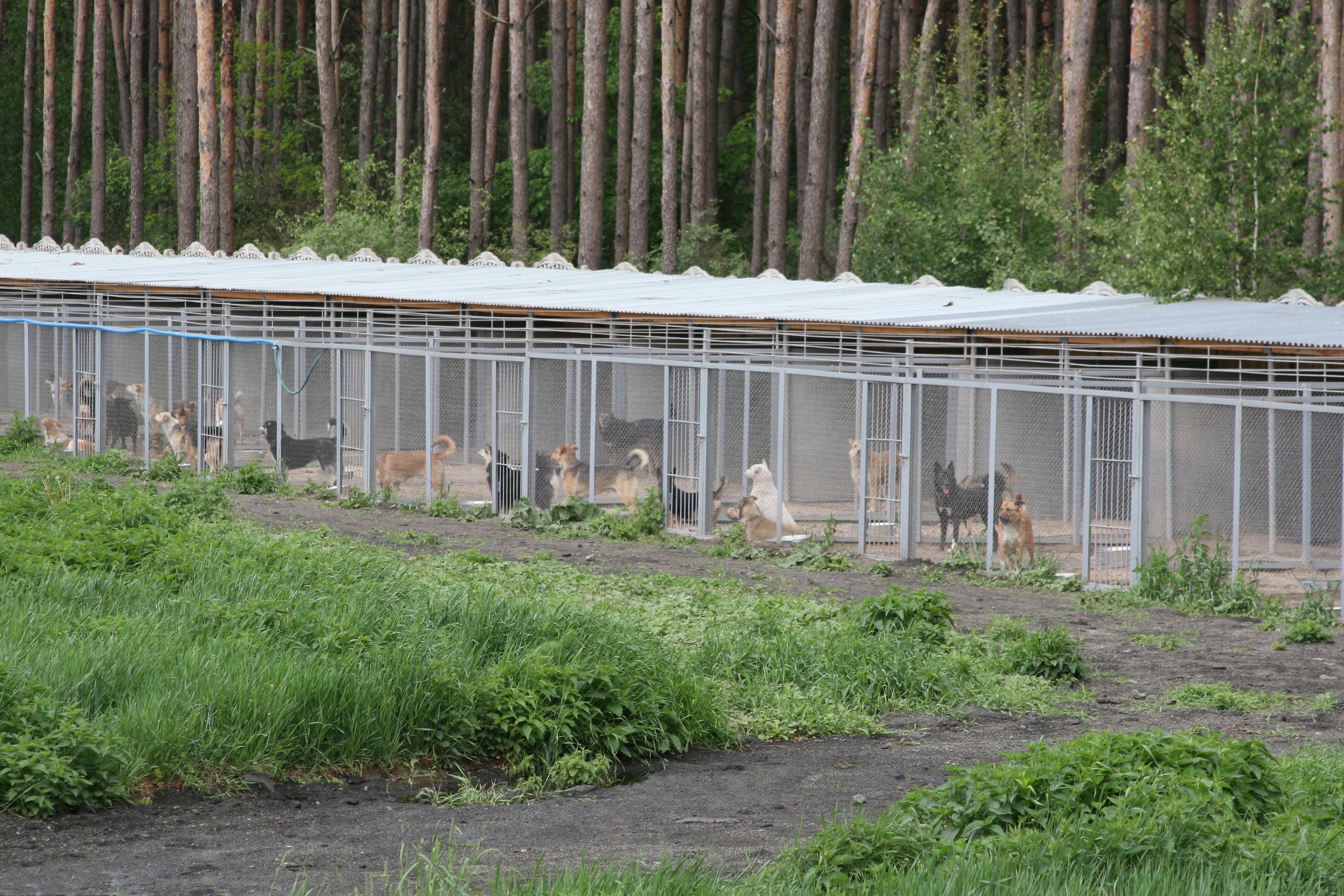
Літні вольєри
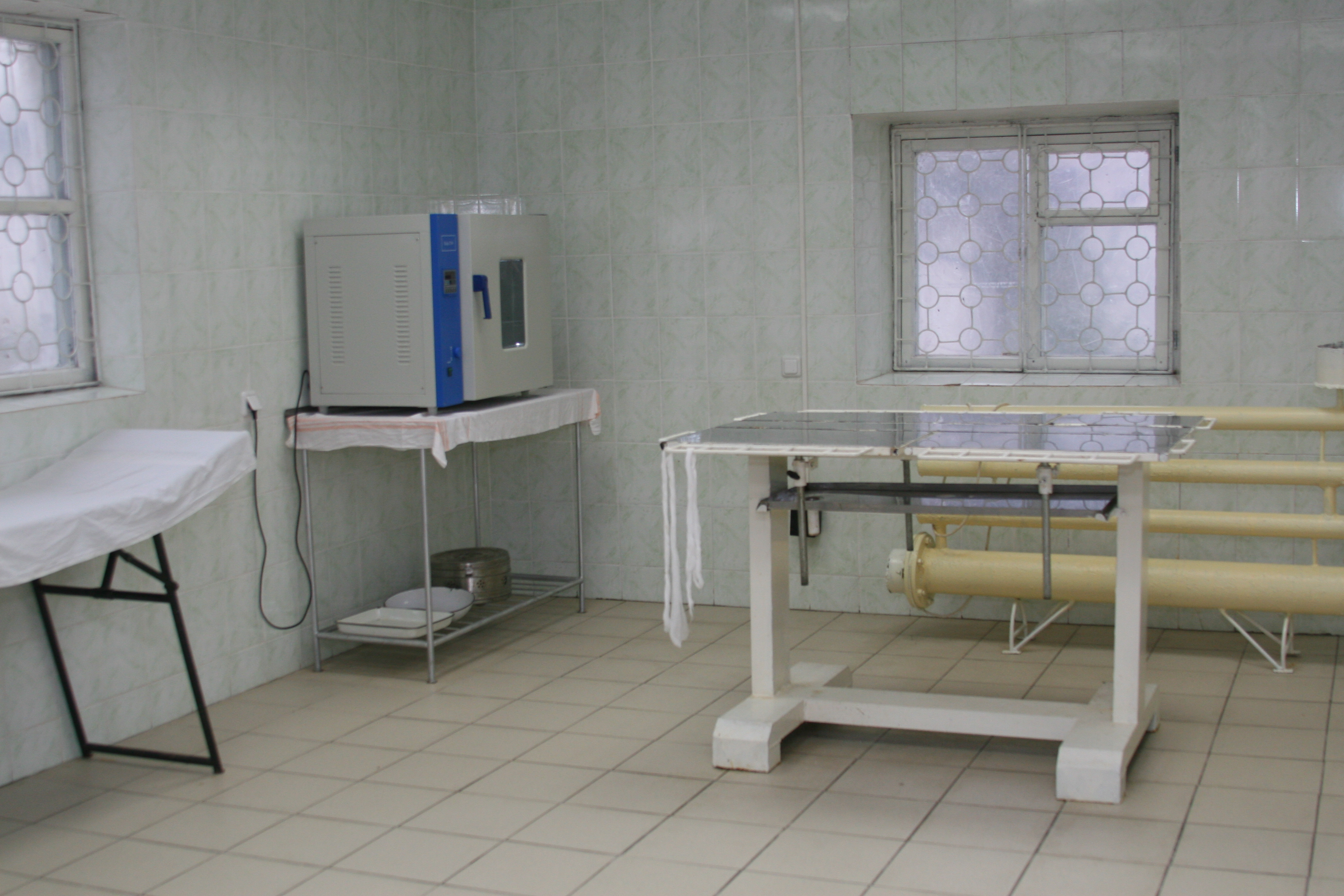
Нова операційна
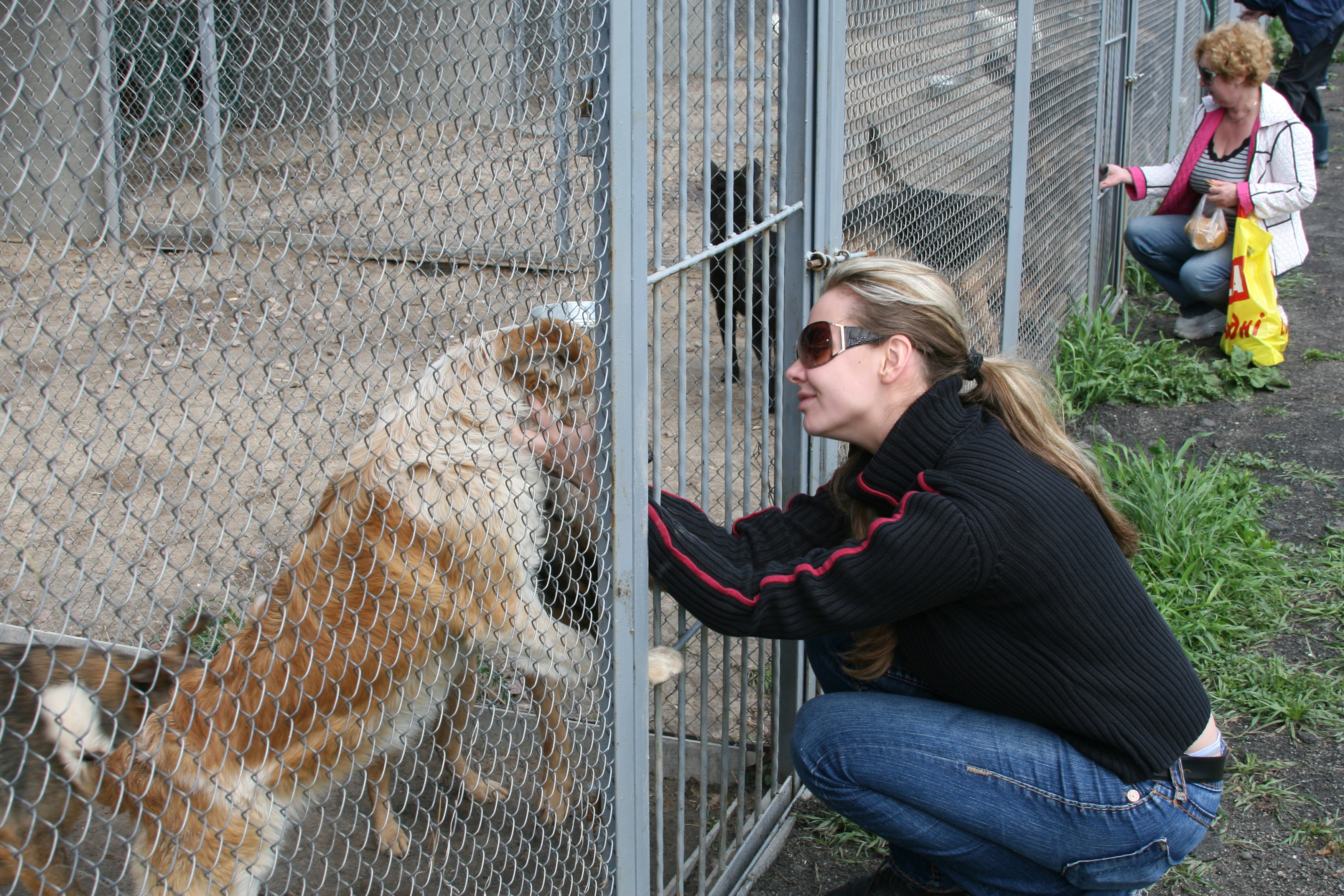
Волонтери